# Marta Cardona
Marta Cardona de Miguel (Zaragoza, 26 de mayo de 1995) es una futbolista española que juega como delantera en el Parma de la Serie A de Italia. Es internacional con la selección española desde 2019. Ha ganado dos Copas de la Reina, una con la Real Sociedad y otra con el Atlético de Madrid.

## Trayectoria

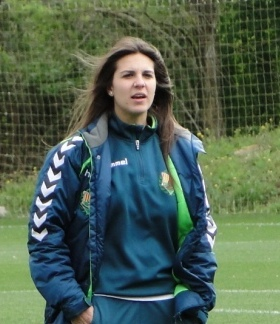
Marta Cardona en 2016

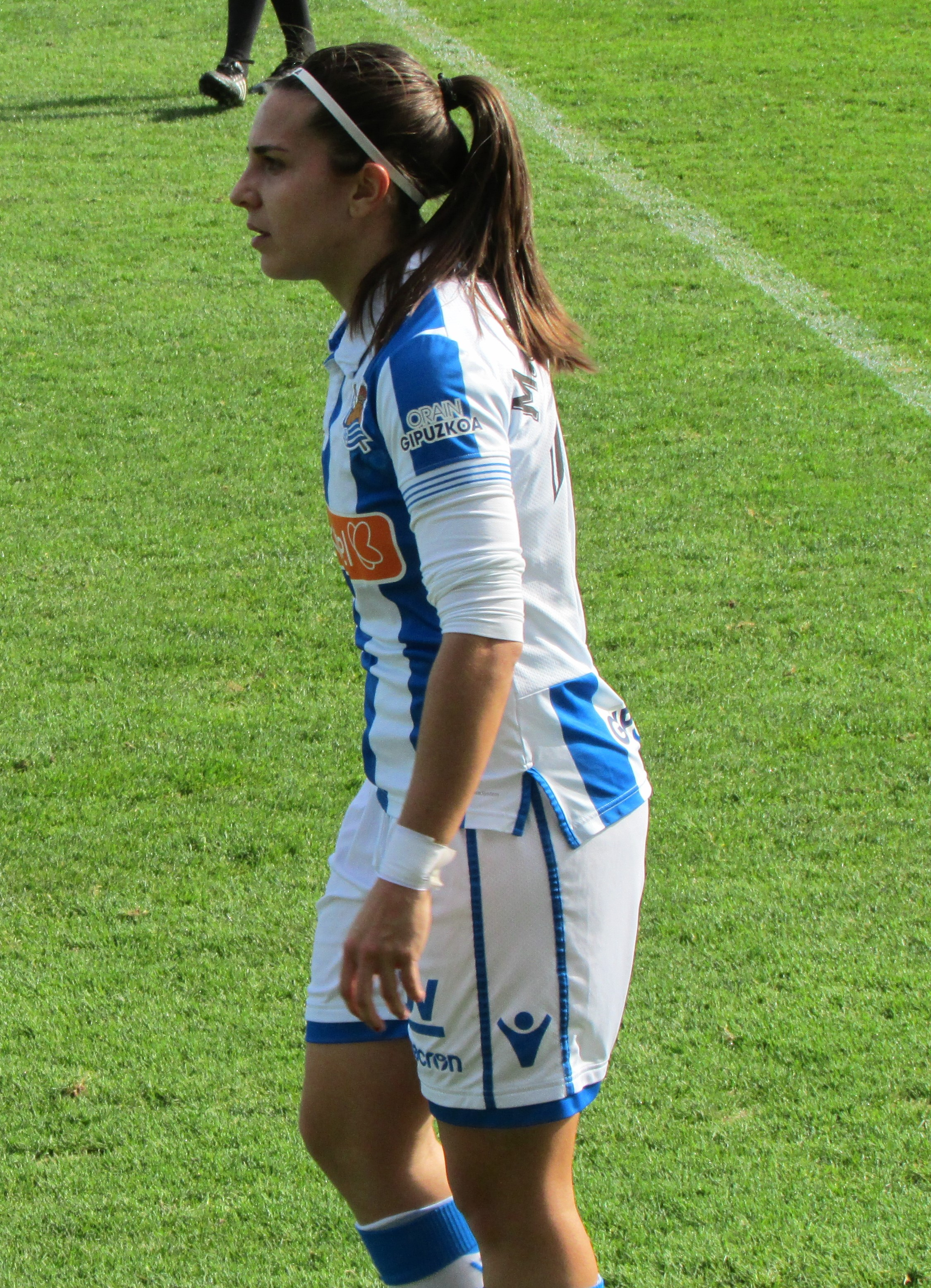
Marta Cardona en 2019

### Inicios en Zaragoza y Levante
Comenzó su trayectoria profesional en la filas del equipo filial del Zaragoza Club de Fútbol Femenino, denominado Transportes Alcaine en ese momento, en 2010. Debutó con el primer equipo el 25 de febrero de 2011 en partido de liga ante el Collerense al sustituir a Sara Sanaú en el descanso. Jugó otro partido esa misma temporada.
En la temporada 2012-13 empezó a jugar de manera habitual con el primer equipo, normalmente saliendo desde el banquillo. Marcó su primer gol ante el Sporting de Huelva, que valió para ganar el encuentro por 5-4. Jugó 20 partidos de liga, 6 de ellos como titular. El equipo mejoró dos posiciones en la tabla clasificatoria y acabaron séptimas, lo que les dio acceso a la Copa de la Reina. En los cuartos de final eliminaron al Sant Gabriel tras empatar a tres como visitantes y a un gol como locales, con Cardona como suplente en ambos encuentros. En la semifinal eliminaron al Levante con un empate sin goles en casa y a un gol en Valencia. Cardona jugó de titular en el partido de vuelta. Fue suplente en la final, en la que cayeron por 4-0 ante el F. C. Barcelona.
En la siguiente temporada empieza a ser titular de manera más habitual, jugando todos los partidos de liga, 19 de ellos como titular, y marcando tres goles. El rendimiento del equipo bajó y acabaron duodécimas con 31 puntos, sin aceso a la Copa de la Reina En la temporada 2014-15 se afianzó en el puesto y volvió a jugar todos los partidos, 25 de ellos como titular, y marcó cinco goles, incluyendo uno en la última jornada que evitó el descenso a Segunda División.
En la temporada 2015-16 disputó 25 partidos y marcó cuatro goles, y el equipo pasó menos apuros que el año anterior, quedando duodécimas en la tabla. El año posterior jugó todos los partidos de liga y marcó cinco tantos, repitiendo la duodécima posición liguera.
Tras cinco temporadas como integrante del club maño, firmó por el Levante Unión Deportiva para la temporada 2017-18. Esa misma temporada, la Real Sociedad de Fútbol le hizo una oferta, pero ya se había comprometido con el equipo levantino. Inició la temporada lesionada, y debutó con derrota por 0-1 ante el Betis. Los primeros partidos fue suplente pero acabó haciéndose con la titularidad y jugó 27 partidos, saliendo de inicio en 19 de ellos. Cardona valoró que el pasar a un equipo profesionalizado le permitió crecer como futbolista. El equipo no hizo su mejor temporada y quedaron séptimas gracias a que los resultados acompañaron en la última jornada. En la Copa de la Reina se enfrentaron al F. C. Barcelona y cayeron por 1-0 tanto en el partido de ida como el de vuelta.

### Consagración
Al final de esa temporada las donostiarras realizaron una nueva oferta, que finalmente aceptó, llegada para reforzar el centro del campo, y en especial, la banda derecha. Debutó con victoria por 3-2 el 9 de septiembre de 2018 ante el Granadilla Tenerife, participando en el primer gol y marcando el segundo. Jugó 28 partidos de liga, marcando dos goles. La Real acabó en séptima posición. Esa misma temporada, en la semifinal de la Copa de la Reina contra el Sevilla Fútbol Club, en el estadio de Anoeta, y frente a más de 18.000 hinchas, formó parte del once titular que logró el pase a la final. En la final volvió a ser titular y se proclamaron campeonas al ganar por 2-1 al Atlético de Madrid. Al concluir la temporada renovó con la Real Sociedad por un año más.
La temporada 2019-20 siguió siendo titular y jugó 17 partidos antes de que la competición terminase abruptamente debido a la pandemia de Covid-19, acabando sextas en liga. Sus buenas actuaciones hicieron que debutase con la selección nacional, aunque se lesionó en una de las convocatorias, por lo que estuvo de baja algunas semanas.
En 2020 fichó por el Real Madrid. Debutó el 4 de octubre en el primer partido oficial del Real Madrid con una derrota por 0-4 ante el F. C. Barcelona. Marcó su primer gol el 9 de diciembre ante su ex-equipo, el Levante. En su primera temporada tuvo unas actuaciones estelares, tanto con su club como con la selección española. Acabó marcando 14 goles en liga 6 asistencias, y logrando el subcampeonato liguero. En la Gala de los Premios Marca fue nombrada «jugadora revelación» de la temporada. En la Copa de la Reina fueron apeadas en los cuartos de final por el Madrid C. F. F.

### Lesiones y recuperación
La siguiente temporada empezó con una lesión en su rodilla que le impidió jugar hasta diciembre. Tras recuperarse debutó en la Liga de Campeones el 8 de diciembre ante el Breiðablik, volvió a jugar algunos encuentros yempezó a recuperar su nivel. Regresó a la selección, pero en marzo volvió a caer lesionada, y aunque volvió a ser convocada al final de la temporada no volvió a jugar con el equipo blanco, a pesar de lo que fue convocada para jugar la Eurocopa. Se planteó dejar el fútbol pero la llamada del seleccionador Jorge Vilda para que jugase la Eurocopa hizo que volviese a sentirse valorada.
Tras disputar la Eurocopa en julio de 2022 fichó por el Atlético de Madrid, que la definió como «una jugadora veloz, que destaca por su movilidad en el frente de ataque y que tiene una gran capacidad en el uno contra uno.» Debutó siendo titular el 17 de septiembre de 2022 en el primer partido de liga ante el Sevilla F.C. con victoria por 1-3, originando la jugada de uno de los goles. Tras un inicio de temporada gris, en diciembre tiró del equipo marcando el gol de la victoria en los últimos minutos de partido ante el Valencia y remontó el encuentro ante el Betis con un doblete en el tiempo de prolongación en el estadio Metopolitano, ganando el premio a mejor jugadora del Atlético de Madrid del mes. En marzo de 2023 se retiró lesionada en el partido contra el Real Madrid, por lo que tuvo que someterse a una artroscopia, y estuvo dos meses sin poder jugar pero le eliminaron un dolor en la rodilla que llevaba arrastrando toda la temporada. En su ausencia el equipo mantuvo la lucha por tener opciones de llegar a Europa hasta que quedó descartado a tres partidos del final del campeonato. En la Copa de la Reina se clasificaron de forma sólida para la final, en la que se enfrentaron al Real Madrid en el Estadio de Butarque de Leganés y fue titular. El equipo ganó el trofeo en la tanda de penaltis tras remontar un 2-0 adverso en el tiempo de descuento.
En la temporada 2023-24, tras no ser seleccionada para jugar el Mundial, le costó ganar confianza y fue suplente durante casi toda la temporada. En el mes de enero cayeron eliminadas en la semifinal de la Supercopa y en el mes de febrero tuvieron varios duelos directos en liga en los que no se obtuvieron buenos resultados y se distanciaron de los puestos de cabeza. Tras la eliminación de Copa en semifinales y un mal resultado liguero Manolo Cano fue destituido y lo sustituyó el entrenador del segundo filial Arturo Ruiz. Encadenaron varias victorias consecutivas y Cardona empezó a tener más oportunidades, llegando a marcar el primer gol en la antepenúltima jornada de liga ante el Levante las Planas. Finalmente lograron el objetivo de clasificarse para la Liga de Campeones tras ser terceras en liga.
La temporada 2024-25 volvió a empezarla lesionada, y una vez recuperada apenas tuvo minutos. El Atlético de Madrid, dirigido este año por Víctor Martín, se clasificó para la Liga de Campeones en la última jornada y alcanzó la final de la Copa de la Reina, aunque cayó en la ronda previa de la competición europea y en la semifinal de la Supercopa. Al final de liga se anunció su salida del club, al tiempo que fundaba la agencia de representación deportiva y management digital Beyond the Game.
En julio de 2025 anunció su fichaje por el recién ascendido Parma de la Serie A italiana.

### Vida privada
Ha declarado que le gustaría ser entrenadora y que de no haberse dedicado al fútbol le hubiese gustado ser policía. Actualmente esta estudiando en la Universitat Oberta de Cataluña.

## Selección

### Inicios y Eurocopa de 2022
Fue convocada por primera vez con la selección en septiembre de 2019, debutando el 4 de octubre al sustituir a Irene Paredes en el primer partido de la Clasificación para la Eurocopa en el Estadio de Riazor ante Azerbaiyán con victoria por 4-0. En el siguiente partido ante República Checa fue titular y fue protagonista en el segundo gol del partido, que acabó con victoria por 1-5. Fue convocada para el siguiente encuentro de la fase de clasificación pero causó baja por un esguince de tobillo.
En 2020 participó en los tres partidos de la She Believes Cup. Continuó participando en la clasificación en la Eurocopa, jugando unos minutos en las goleadas ante Moldavia y República Checa. Dio una asistencia en la victoria por 10-0 sobre Moldavia, y otras dos en la victoria por 13-0 sobre Azerbaiyán que dio la clasificación para la Eurocopa. Volvieron a gar por 3-0 en el último encuentro ante Polonia, en el que Marta Cardona volvió a dar un pase de gol, sumando 5 asistencias en 7 partidos disputados en la fase de clasificación.
Marcó su primer gol internacional en un amistoso ante México el 13 de abril de 2021 con un disparo desde fuera del área tras jugada individual. Tras una gran campaña 2020-21, la temporada 2021-22 estuvo marcada por las lesiones y estuvo varios meses sin poder jugar, perdiéndose los partidos de la fase de clasificación para el Mundial. Pudo disputar la Arnold Clark Cup en febrero de 2022, a pesar de que la lesión no le había permitido recuperar su rendimiento previo.
Aunque apenas participó con el Real Madrid en el tramo final de la temporada, fue convocada por Jorge Vilda para disputar la Eurocopa. En la preparación para el torneo dio una asistencia de gol ante Italia. En el primer partido de la Eurocopa en que España ganó 4-1 a Finlandia jugó en los últimos minutos, forzando una falta que originó el cuarto gol español. Volvió a ser suplente en el segundo partido, en el que fueron dominadas por Alemania (0-2). En el tercer partido de la fase de grupos ante Dinamarca saltó al campo en el descanso y marcó el único gol del partido en el minuto 89 con un remate de cabeza. Jugó la primera parte en los cuartos de final ante Inglaterra, en los que España empezó dominando y se adelantó en el marcador en la segunda mitad, pero las anfitrionas igualaron el encuentro y ganaron en la prórroga y España fue eliminada.

### Ausencia en el Mundial de 2023
En octubre de 2022 marcó su tercer gol internacional en un amistoso ante Suecia con un remate desde el área pequeña. Siguió participando en los partidos amistosos de la selección, destacando el partido con Argentina, en el que dio dos pases de gol, y su participación en la Copa de las Naciones en Australia en febrero de 2023, donde también dio asistencias en los tres partidos disputados.
Formó parte de la lista de 30 jugadoras para preparar el Mundial, y marcó dio una asistencia e originó la oportunidad de un gol en un partido amistoso ante Panamá. El 30 de junio el seleccionador Jorge Vilda anunció la lista definitiva de convocadas, en la que a pesar de dar cuatro asistencias en los cuatro partidos internacionales disputados en el año y la recuperación de su lesión no incluyó a Marta Cardona.

## Estadísticas

### Clubes
Actualizado al último partido disputado el 18 de mayo de 2025.
| Club                            | Div.                               | Temporada     | Liga  | Liga  | Liga   | Copas nacionales | Copas nacionales | Copas nacionales | Copas internacionales | Copas internacionales | Copas internacionales | Total | Total | Total  | Media goleadora |
| Club                            | Div.                               | Temporada     | Part. | Goles | Asist. | Part.            | Goles            | Asist.           | Part.                 | Goles                 | Asist.                | Part. | Goles | Asist. | Media goleadora |
| ------------------------------- | ---------------------------------- | ------------- | ----- | ----- | ------ | ---------------- | ---------------- | ---------------- | --------------------- | --------------------- | --------------------- | ----- | ----- | ------ | --------------- |
| C. D. Prainsa Zaragoza · España |                                    |               |       |       |        |                  |                  |                  |                       |                       |                       |       |       |        |                 |
| 1ª D.                           | 2011-12                            | 2             | 0     |       | -      | -                | -                | -                | -                     | -                     | 2                     | 0     |       | -      |                 |
| 1ª D.                           | 2012-13                            | 20            | 1     |       | 2      | 0                |                  | -                | -                     | -                     | 22                    | 1     |       | 0.05   |                 |
| 1ª D.                           | C. D. Transportes Alcaine · España |               |       |       |        |                  |                  |                  |                       |                       |                       |       |       |        |                 |
| 1ª D.                           | 2013-14                            | 30            | 3     |       | -      | -                | -                | -                | -                     | -                     | 30                    | 3     |       | 0.10   |                 |
| 1ª D.                           | 2014-15                            | 30            | 5     |       | -      | -                | -                | -                | -                     | -                     | 30                    | 5     |       | 0.17   |                 |
| 1ª D.                           | 2015-16                            | 25            | 4     |       | -      | -                | -                | -                | -                     | -                     | 25                    | 4     |       | 0.16   |                 |
| 1ª D.                           | Zaragoza C. F. F. · España         | 2016-17       | 30    | 5     |        | -                | -                | -                | -                     | -                     | -                     | 30    | 5     |        | 0.17            |
| Total Zaragoza C. F. F.         | Total Zaragoza C. F. F.            | 137           | 18    |       | 2      | 0                |                  |                  |                       |                       | 139                   | 18    |       | 0.13   |                 |
| Levante U. D. · España          |                                    |               |       |       |        |                  |                  |                  |                       |                       |                       |       |       |        |                 |
| 1.ª                             | 2017-18                            | 27            | 0     | 2     | 2      | 0                | 0                | -                | -                     | -                     | 29                    | 0     | 2     | -      |                 |
| Total Levante U. D.             | Total Levante U. D.                | 27            | 0     | 2     | 2      | 0                | 0                |                  |                       |                       | 29                    | 0     | 2     | -      |                 |
| Real Sociedad · España          |                                    |               |       |       |        |                  |                  |                  |                       |                       |                       |       |       |        |                 |
| 1ª D.                           | 2018-19                            | 28            | 2     | 6     | 4      | 1                | 2                | -                | -                     | -                     | 32                    | 3     | 8     | 0.09   |                 |
| 1ª D.                           | 2019-20                            | 17            | 2     | 2     | 3      | 0                | 0                | -                | -                     | -                     | 20                    | 2     | 2     | 0.10   |                 |
| Total Real Sociedad             | Total Real Sociedad                | 45            | 4     | 8     | 7      | 1                | 2                |                  |                       |                       | 52                    | 5     | 10    | 0.10   |                 |
| Real Madrid · España            |                                    |               |       |       |        |                  |                  |                  |                       |                       |                       |       |       |        |                 |
| 1ª D.                           | 2020-21                            | 33            | 14    | 6     | 1      | 0                | 0                | -                | -                     | -                     | 34                    | 14    | 6     | 0.41   |                 |
| 1ª D.                           | 2021-22                            | 7             | 1     | 0     | -      | -                | -                | 2                | 0                     | 0                     | 9                     | 1     | 0     | 0.11   |                 |
| Total Real Madrid               | Total Real Madrid                  | 40            | 15    | 6     | 1      | 0                | 0                | 2                | 0                     | 0                     | 43                    | 15    | 6     | 0.35   |                 |
| Atlético de Madrid · España     | 1.ª                                | 2022-23       | 22    | 5     | 4      | 4                | 1                | 0                | -                     | -                     | -                     | 26    | 6     | 4      | 0.23            |
| Atlético de Madrid · España     | 1.ª                                | 2023-24       | 24    | 1     | 2      | 4                | 0                | 1                | -                     | -                     | -                     | 28    | 1     | 3      | 0.04            |
| Atlético de Madrid · España     | 1.ª                                | 2024-25       | 9     | 0     | 0      | 1                | 0                | 0                | 0                     | 0                     | 0                     | 10    | 0     | 0      | -               |
| Atlético de Madrid · España     | Total club                         | Total club    | 55    | 6     | 6      | 9                | 1                | 1                |                       |                       |                       | 64    | 7     | 7      | 0.11            |
| Total carrera                   | Total carrera                      | Total carrera | 304   | 43    | 21+    | 21               | 2                | 3                | 2                     | 0                     | 0                     | 327   | 45    | 24+    | 0.14            |
| 1. 2. 3.                        |                                    |               |       |       |        |                  |                  |                  |                       |                       |                       |       |       |        |                 |

### Selección
Actualizado al último partido jugado el 22 de febrero de 2023.
| Selecciones                                                                                                | Temporada | Europeo(4) | Europeo(4) | Europeo(4) | Mundial (4) | Mundial (4) | Mundial (4) | Amistosos | Amistosos | Amistosos | Total | Total | Total  | Media goleadora |
| Selecciones                                                                                                | Temporada | Part.      | Goles      | Asist.     | Part.       | Goles       | Asist.      | Part.     | Goles     | Asist.    | Part. | Goles | Asist. | Media goleadora |
| --- | --------- | ---------- | ---------- | ---------- | ----------- | ----------- | ----------- | --------- | --------- | --------- | ----- | ----- | ------ | --------------- |
| Abs. · España                                                                                              |           |            |            |            |             |             |             |           |           |           |       |       |        |                 |
| 2019 | 2         | 0          | 1          |            |             |             |             |           |           | 2         | 0     | 1     | -      |                 |
| 2020 | 3         | 0          | 1          |            |             |             | 3           | 0         | 0         | 6         | 0     | 1     | -      |                 |
| 2021 | 2         | 0          | 3          |            |             |             | 4           | 1         | 0         | 6         | 1     | 3     | 0.17   |                 |
| 2022 | 4         | 1          | 0          |            |             |             | 8           | 1         | 3         | 12        | 2     | 3     | 0.17   |                 |
| 2023 |           |            |            |            |             |             | 4           | 0         | 4         | 4         | 0     | 4     | -      |                 |
| Total | 11        | 1          | 5          |            |             |             | 19          | 2         | 7         | 30        | 3     | 12    | 0.10   |                 |
| (4) Se incluyen partidos en fases clasificatorias, no incluye Torneo de Exentos ni Torneo Desarrollo UEFA. |           |            |            |            |             |             |             |           |           |           |       |       |        |                 |

#### Participaciones en Eurocopas
| Competición   | Categoría | Sede       | Resultado        | Partidos | Goles |
| ------------- | --------- | ---------- | ---------------- | -------- | ----- |
| Eurocopa 2022 | Absoluta  | Inglaterra | Cuartos de final | 4        | 1     |
| Total         | –         | –          | –                | 4        | 1     |

#### Goles internacionales
| N.º | Fecha                | Estadio                                                    | Rival     | Gol | Resultado | Competición   |
| --- | -------------------- | ---------------------------------------------------------- | --------- | --- | --------- | ------------- |
| 1.  | 13 de abril de 2021  | Estadio Municipal Antonio Lorenzo Cuevas, Marbella, España | Mexico    | 1-0 | 3-0       | Amistoso      |
| 2.  | 16 de julio de 2022  | Brentford Community Stadium, Brentford, Inglaterra         | Dinamarca | 0-1 | 0-1       | Eurocopa 2022 |
| 3.  | 7 de octubre de 2022 | Estadio Nuevo Arcángel, Córdoba, España                    | Suecia    | 1-1 | 1-1       | Amistoso      |

## Palmarés

### Títulos nacionales
| Título           | Club               | País   | Año     |
| ---------------- | ------------------ | ------ | ------- |
| Copa de la Reina | Real Sociedad      | España | 2018-19 |
| Copa de la Reina | Atlético de Madrid | España | 2022-23 |

### Distinciones individuales
| Distinción                                                       | Año  |
| ---------------------------------------------------------------- | ---- |
| Jugadora revelación de la Primera División de España             | 2021 |
| Jugadora 5 estrellas del mes de diciembre del Atlético de Madrid | 2022 |